# Талкас
Талка́с (баш. Талҡаҫ) — озеро на восточных склонах Уральских гор. Находится на территории Баймакского района Башкортостана.

## География
Озеро пресноводное, тектонического происхождения, котловина занимает узкую межгорную впадину. Находится у западного склона хребта Ирендык, в 4 километрах в юго-востоку от посёлка (ныне село) Тубинский. На южном берегу располагается деревня Исяново. Северный и южный берега пологие, местами заболоченные, западный и восточный — более крутые. Восточный берег нередко скалистый, покрыт лесами из ольхи, берёзы, лиственницы, западный раньше был также покрыт лесом, но из-за вырубки постепенно превратился в берёзовое редколесье. Имеет сезонный водоток в реку Шугур — приток Таналыка. В 1978 году озеро Талкас объявлено памятником природы.

## Биоресурсы
В озере водятся рак, линь, сиг, щука, густера, окунь, сорога, она же плотва. По берегам гнездится чернозобая гагара, турпан. У восточного берега на глубине 8—10 метров залегает сапропель, донные отложение, использующиеся при грязелечении.

## Рекреационные ресурсы
Из-за исключительной чистоты воды и живописного ландшафта озеро является одним из самых популярных мест отдыха на Южном Урале (нередко называется «жемчужиной Урала»). В 300 метрах от кромки воды находится санаторий «Талкас» (построен в 1931).